# Krajská soutěž – Hradec Králové 1951
Krajská soutěž – Hradec Králové 1951 byla po zrušení Celostátního československého mistrovství II jednou z 21 skupin 2. nejvyšší fotbalové soutěže v Československu. V soutěži se utkalo 10 týmů každý s každým dvoukolovým systémem jaro-podzim. 

## Konečná tabulka
| Poř. | Tým                     | Z  | V  | R | P  | VG | OG | B  |
| ---- | ----------------------- | -- | -- | - | -- | -- | -- | -- |
| 1.   | ZSJ Úpolen Úpice        | 18 | 14 | 2 | 2  | 84 | 20 | 30 |
| 2.   | DSO Sokol Rubena Náchod | 18 | 15 | 0 | 3  | 83 | 27 | 30 |
| 3.   | MAJ Hronov              | 18 | 15 | 0 | 3  | 94 | 33 | 30 |
| 4.   | Slavia Hradec Králové   | 18 | 9  | 1 | 8  | 55 | 48 | 19 |
| 5.   | SK Chlumec nad Cidlinou | 18 | 7  | 3 | 8  | 48 | 48 | 17 |
| 6.   | Škoda Hradec Králové    | 18 | 7  | 2 | 9  | 49 | 47 | 16 |
| 7.   | ZAZ Vamberk             | 18 | 6  | 3 | 9  | 33 | 57 | 15 |
| 8.   | Nový Bydžov             | 18 | 6  | 2 | 10 | 50 | 60 | 14 |
| 9.   | VEBA Broumov            | 18 | 2  | 1 | 15 | 22 | 99 | 5  |
| 10.  | TOS Kostelec nad Orlicí | 18 | 1  | 2 | 15 | 20 | 99 | 4  |

Poznámky:
- Z = Odehrané zápasy; V = Vítězství; R = Remízy; P = Prohry; VG = Vstřelené góly; OG = Obdržené góly; B = Body;